# Stříbrnice (district de Přerov)
Pour les articles homonymes, voir Stříbrnice.
Stříbrnice (en allemand : Silbersdorf) est une commune du district de Přerov, dans la région d'Olomouc, en Tchéquie. Sa population s'élevait à 270 habitants en 2020.

## Géographie
Stříbrnice se trouve à 5 km au sud-ouest du centre de Kojetín, à 20,5 km au sud-ouest de Přerov, à 29,5 km au sud d'Olomouc et à 220 km à l'est-sud-est de Prague.
La commune est limitée par Měrovice nad Hanou au nord, par Křenovice à l'est et au sud, par Vitčice au sud-ouest et à l'ouest, et par Vrchoslavice à l'ouest.

## Histoire
La première mention écrite de la localité date de 1406.

## Transports
Par la route, Stříbrnice se trouve à 6,3 km de Kojetín, à 26 km de Přerov, à 39 km d'Olomouc, à 45 km de Zlín et à 260 km de Prague.